# Bajcsy-Zsilinszky Endre
Vitéz Bajcsy-Zsilinszky Endre Kálmán (Szarvas, 1886. június 6. – Sopronkőhida, 1944. december 24.) magyar nemzeti radikális politikus, újságíró, nyilasok által kivégzett nemzeti ellenálló.

## Származása
Édesapja dr. Zsilinszky Endre (1852–1919), vegyészmérnök, békéscsabai főgimnáziumi tanár, édesanyja, a nemesi származású bajcsi és gecelfalvi Bajcsy Mária (1862–1942) volt. Endre 1883-ban – szülővárosában – feleségül vette Vilim János ügyvéd mostohalányát, Bajcsy Máriát, aki a családdal rokonságban állt. A házasságból négy gyermek született: az 1886. június 6-án világra jött elsőszülött fiúgyermek Endre Kálmán után még Gábor, Margit és Erzsébet. A Zsilinszky név először 1720-ban, a békéscsabai evangélikus anyakönyvben szerepel földművelőkként. Ifjabb Bajcsy-Zsilinszky Endre dédapja, idősebb Zsilinszky Mihály jómódú parasztember volt, akit bíróvá választottak Békéscsabán a 19. században. Bajcsy-Zsilinszky Endre nagybátyja, Zsilinszky Mihály (1838–1925) belső titkos tanácsos, államtitkár, tanár, történész volt, akinek a neje, greifenbergi Reök Ilona (1846–?), Munkácsy Mihály unokatestvére volt.

## Fiatalkora
Bajcsy-Zsilinszky Endre egy éves volt, amikor a család Szarvasról Békéscsabára költözött. A helyi Evangélikus Gimnáziumban tanult, ahol tehetségével kiemelkedett társai közül. Rendszeresen szerepelt az iskolai ünnepségeken, és önképzőköri elnök is volt. Figyelemreméltó dolgozatokat írt, amelyekből kitűnt a társadalmi kérdések iránti fogékonysága. Több alkalommal részesült jutalomban. Minden tárgyból (magyar nyelv, latin, görög, német) jelesre érettségizett, így részesült a bányai evangélikus egyházkerület ösztöndíjában.
Az érettségit követően egyetemi tanulmányait – 1904 őszétől – a Kolozsvári Magyar Királyi Ferenc József Tudományegyetem jogi karán folytatta:
A szülői házból Széchenyi- és Deák-kultusz, sőt Tisza Kálmán és Tisza István eleven tiszteletével, szellemi tarisznyájával indultam Kolozsvárra, az egyetemre. Tisza Kálmánt személyesen ismertem, édesapám birtokszomszédja volt...
Az egyetem első éve alatt megmutatkozott sokoldalúsága. Sokat olvasott Széchenyitől, a jogi kar mellett beiratkozott a filozófia karra is, ahol történelemórákat hallgatott. A második év izgalmakat, élményeket és szellemi gazdagodást jelentett számára.
Két szemesztert a lipcsei és heidelbergi egyetemen töltött. Németországban érdeklődése a mikro- és makrovilág iránt fokozódott. A németországi állapotok fejlettsége ösztönzőleg hatott rá és fokozta szorgalmát. Nemcsak a tanulásra, az önképzésre is több időt fordított. A heidelbergi szemeszterre már annyi ismerőse volt, hogy sok meghívásnak kellett eleget tennie.
1908. április 24-én megszerezte az államtudományi diplomát, majd december 5-én a jogtudományi doktorátust. A háború kitöréséig főispáni titkár volt a Felvidéken.
1909 őszén bevonult a bécsi 1. k. u. k. huszárezredhez, ahol önkéntesi szolgálatot vállalt, majd 1910 szeptemberében letette a tartalékos tiszti vizsgát.

### Az Áchim-gyilkosság
Az ekkor Békéscsabán élő család 1911 májusában nézeteltérésbe keveredett Áchim L. Andrással, a Magyarországi Parasztpártot megalapító politikussal, akit Bajcsy-Zsilinszky Endre és testvére, Zsilinszky Gábor Áchim lakásába behatolva, a verekedéssé fajult szóváltás közben két pisztolylövéssel megsebesített. Áchim súlyos hasüregi sebesüléseket szenvedett, amelyekbe másfél nap szenvedés után belehalt. Később, súlyos tényállás-félreértelmezés miatt, a gyilkos Zsilinszky testvéreket (önvédelem címén) az esküdtek felmentették a gyilkosság vádja alól.[forrás?]

## Munkássága
1910 októberétől egy ügyvédi irodában dolgozott ügyvédjelöltként. Ismét bekapcsolódott a társadalmi életbe. Előadást tartott a polgári körben és a Nőegyletben, cikkeket írt.
1912 februárjában közigazgatási díjtalan gyakornokként elhelyezkedett Alsókubinban, az Árva megyei főispáni hivatalban. Később évente igen csekély összeget, mindössze 1300-1400 koronát keresett.

## Az első világháborúban
A háború kitörésekor azonnal frontszolgálatra jelentkezett. A világháborúban mint huszártiszt vett részt, a II. lovashadosztály tagja volt. Ezredének történetét több fegyverténnyel gyarapította és hősi helytállását kitüntetésekkel ismerték el. A szerbiai frontra irányították, később az olasz frontra került, majd 1916. június első napjaiban, a 2. császári és királyi lovashadosztály egyik lövészhadosztályának a kötelékében az orosz frontra vezényelték. 1916 szeptemberében súlyosan megsebesült, katonai kórházba szállították, ahol nagyon lassan lábadozott. 1917 elején – saját kérésére – ismét a frontra engedték.
A háború után az ellenforradalmi szervezkedések központjába került és 1918-ban tevékenyen részt vett a Magyar Országos Véderő Egyesület (MOVE) megalapításában, emiatt később Bécsbe kényszerült emigrálni. A tanácsköztársaság idején a bolsevisták elfogták, de megszökött és Szegedre menekült.

## A második világháború előtt és alatt
Magyarországra való visszatérése után Szegeden helyezkedett el. Itt publicisztikai működésével nagy szolgálatokat tett a keresztény nemzeti gondolatnak. Támogatását élvezték a nacionalista erők, valamint a Gömbös Gyula által vezetett néppártiak.
A proletárdiktatúra bukása után Budapesten a Szózat című napilap főmunkatársa, majd főszerkesztője lett.
1922-ben a derecskei választókerület választotta meg egységes párti programmal képviselőnek, és igen tevékeny tagja volt a második nemzetgyűlésnek, amelyen a legkülönbözőbb tárgyú kérdésekben szólalt fel. 1923-ban Gömbös Gyulával együtt kivált ő is az Egységes Pártból, és részt vett a Magyar Nemzeti Függetlenségi Párt (közkeletűbb nevén a Fajvédő Párt) szervezésében, amelynek így pártújságja lett a Szózat. Mint ellenzéki képviselő jobbról élesen bírálta a kormány politikáját.
1925-ben a Vitéz, 1926-ban a Magyarság című lapok főszerkesztője lett. 1925-ben vitézzé avatták, s ekkor vette fel a Bajcsy nevet.
Az 1926. évi téli választáson nem jutott mandátumhoz, de továbbra is szerepet játszott a nemzeti mozgalmakban és ekkor alapította az Előőrs című politikai és társadalmi hetilapot, amelynek hasábjain és különböző napilapokban is széles körű publicisztikai tevékenységet fejtett ki. Egyre távolodott Gömbös irányzatától.
A második fordulóban pártja, a Gömbös-féle fajvédő párt visszalépett az Egységes Párt javára; ő nem követte példáját. Amikor Gömbös 1928-ban feloszlatta a pártját, és testületileg belépett az Egységes Pártba, Bajcsy – lapja főszerkesztőjeként – egy ideig pártokon kívül maradt, majd 1930-ban megalapította a Nemzeti Radikális Pártot. Az 1931-es választásokon már új pártja színeiben lett országgyűlési képviselő a tarpai választókerületben. Az 1931. évi országgyűlésen éles ellenzéki magatartásával tűnt ki. 1932-től a Szabadság című nemzetiszocializmus-ellenes hetilap főszerkesztője volt.
Mint publicista, tagja volt a lengyel–magyar kapcsolatok ápolását célul tűző, elsősorban irodalommal foglalkozó Magyar Mickiewicz Társaságnak is.
Az 1935-ös választásokon a kormányzó Nemzeti Egység Pártja Kenyeres Miklóst indította vele szemben. Bajcsy-Zsilinszky a kormánypárti jelölttel szemben valóságos lejárató hadjáratot folytatott lapja, a Szabadság című hetilap hasábjain, amely az Előőrs jogutóda lett, s egyebek mellett kiderítette Kenyeresről, hogy zsidó származású, s voltaképpen Kaufmann Mózesnek hívják. Mivel Kenyeres-Kaufman Miklós az elhangzott vádakra nem válaszolt, közokirat-hamisítás címen bűnvádi feljelentést tett, amelyben azzal vádolta, hogy a Kenyeres nevet jogtalanul használja. Ellenfele zsidó származására hivatkozva panaszt emelt az Országos Vitézi Széknél, hogy ilyen jelölttel kell harcot vívnia, majd még abban az évben lemondott a vitézi rangjáról. A választás után Bajcsy-Zsilinszky Endre kisebbségben maradt hívei petícióval támadták meg a voksolást. Kenyeres-Kaufman névváltoztatásáról később kiderült, hogy legálisan történt, de az is, hogy ezt kihasználva trükközött az okmányaival, többek között az adófizetés elkerülése végett, amiért végül 1938-ban mandátumától megfosztották és elítélték.
A kiírt időközi választáson Bajcsy-Zsilinszky Endre újból heves küzdelmet vívott, és 1938. december 1-jén csak 69 szavazattal maradt alul Konkoly-Thege Kálmán NEP-párti jelölttel szemben. Ebben az időben már állandó cikkírója volt a Magyarországnak is, de később a Szabadságtól, amelyet ő alapított, megvált.
A Nemzeti Radikális Párt beolvadt a Független Kisgazdapártba és attól kezdve régi politikai bajtársa, Eckhardt Tibor oldalán harcolt, és jelentős részt vállalt a kisgazda párt mozgalmaiban. Külpolitikai kérdéseken kívül ekkoriban főleg a földreform témájával foglalkozott, és eredeti elgondolásait könyv alakjában is kiadta (Egyetlen út: a magyar paraszt). A Független Kisgazdapárt színeiben az 1939-es általános választásokon a megnőtt tarpai kerületen kívül Szatmár, Ugocsa és Bereg vármegye lajstromos választókerületében is fellépett és mint listavezető győzött, így újfent országgyűlési képviselő lett.
A második világháború kitörése után a Független Magyarország című hétfői politikai hetilap főszerkesztője volt. Elmélete szerint a németek visszaszorítása érdekében a Duna-menti kis népeknek össze kellene fogniuk. Irodalmi téren is működött, és több könyve aratott méltán sikert.
1941-től a Szabad Szó című nemzetiszocializmus-ellenes lap szerkesztője volt; ebben az évben az egyik fő szervezője volt a március 15-ei nemzetiszocializmus-ellenes tüntetésnek.
1942. november 19-én országgyűlési felszólalásában kevesellte a pénzügyminiszter által beterjesztett hadügyi költségvetést, mely szerinte kiszolgáltatta az országot a külső támadásoknak. Másfél milliós, jól felszerelt honvédség felállítását követelte, egyetlen biztosítékképpen a korábbi kisantant most éppen német vezetéssel való szervezkedése, azon belül is az egyre vakmerőbb és provokálóbb román fenyegetés ellen. A másfél milliós honvédség realitását jól szemlélteti, hogy ekkoriban a magyar hadiiparnak problémát jelentett annak a 20 000 főnek a felfegyverzése, akiket a fronton harcoló 2. magyar hadsereg veszteségeinek pótlására kellett volna kiküldeni.
1944. március 19-én budai lakására a Gestapo emberei kivonultak, hogy letartóztassák. Fegyverrel szállt szembe a rátörő németekkel, akik rövid tűzharcban megsebesítették, majd letartóztatták és elhurcolták. A börtönben a börtönparancsnokság engedélyével augusztus 11-én házasságot kötött Bende Máriával (1900-1974), Bende Dénes és Mester Anna lányával, aki az 1920-as évek elejétől volt a titkárnője és egyben élettársa. Napra pontosan két hónappal később, október 11-én a magyar kormány követelésére szabadon bocsátották.
1944. november 9-én elnökletével megalakult a Magyar Nemzeti Felkelés Felszabadító Bizottsága (MNFFB), amely a német megszállással és nyilas hatalommal szembeni ellenállókat és demokratikus pártokat tömörítette. Az elnökség elvállalására a Bizottságot létrehozó Magyar Fronttól kapta a felkérést. A Bizottság legfőbb feladatának a fegyveres felkelés megszervezését és a szovjet csapatokkal együttműködve az ország és elsősorban a főváros felszabadítását tartotta. Árulás következtében a nyilasok november 22-én az MNFFB vezérkarának gyűlésén rajtaütöttek, és a résztvevőket letartóztatták. Bajcsy-Zsilinszkyt, aki nem volt jelen, ugyanebben az időben külön tartóztatták le 1944. november 23-án reggel a VIII. ker. Romanelli (ma ismét Illés) u. 25.-ben, dr. Szabó Zoltánnál, ahol feleségével bujkált. Dr. Radó Endre csendőrszázados egy teherautónyi csendőrosztag kíséretében megszállta a házat, és behatolt a lakásba. Bajcsy még ágyban volt, a párnája alatt tartott fegyvert használni sem tudta, mert arról is tudomása volt dr. Radónak. A verése már ott a lakásban megkezdődött, majd valamennyiüket a Margit körúti katonai fogházba hurcolták, ahol brutálisan megkínozták (ütlegelés, verés, villanyozás).[forrás?] Gyorsított tárgyalást tartottak, amelynek fő tárgyalási napja 1944. december 5-én volt. Dr. Radó a tárgyalás előtt Bajcsy feleségének tanúk előtt kijelentette, hogy „ha Zsilinszky ezzel az üggyel megússza a halált, akkor a bíróság tagjai fognak lógni”. Bajcsy társait még ott a fogházban kivégezték, míg őt a sopronkőhidai fegyházba szállították 1944. december 11-én, ahol december 24-én felakasztották. A háború után, 1945. május 27-én ünnepélyesen eltemették Tarpa nagyközségben.

## Emlékezete
A nemzetiszocializmussal való szembehelyezkedése miatt a kommunista időszakban tisztelték. Az általa létrehozott, nacionalista, de nemzetiszocializmus-ellenes elméletnek ma[mikor?] is vannak követői Magyarországon.[forrás?]
Rengeteg településen neveztek el róla utcát, vagy éppen lakótelepet. Szobra van Tarpán és Kiskunfélegyházán, mellszobra Szarvason és Kővágóörs-Pálkövén, egykori balatonparti nyaralójának kertjében, amely ma is látogatható emlékhely, domborműve Budapest V. kerületében, valamint több domborműves emléktáblája Budapesten. Érdekesség, hogy éppen Békéscsabán nem neveznek el róla utcát; ennek oka a már említett összetűzés a Bajcsy-Zsilinszky testvérek és Áchim L. András között, amely utóbbi meggyilkolásába torkollott.

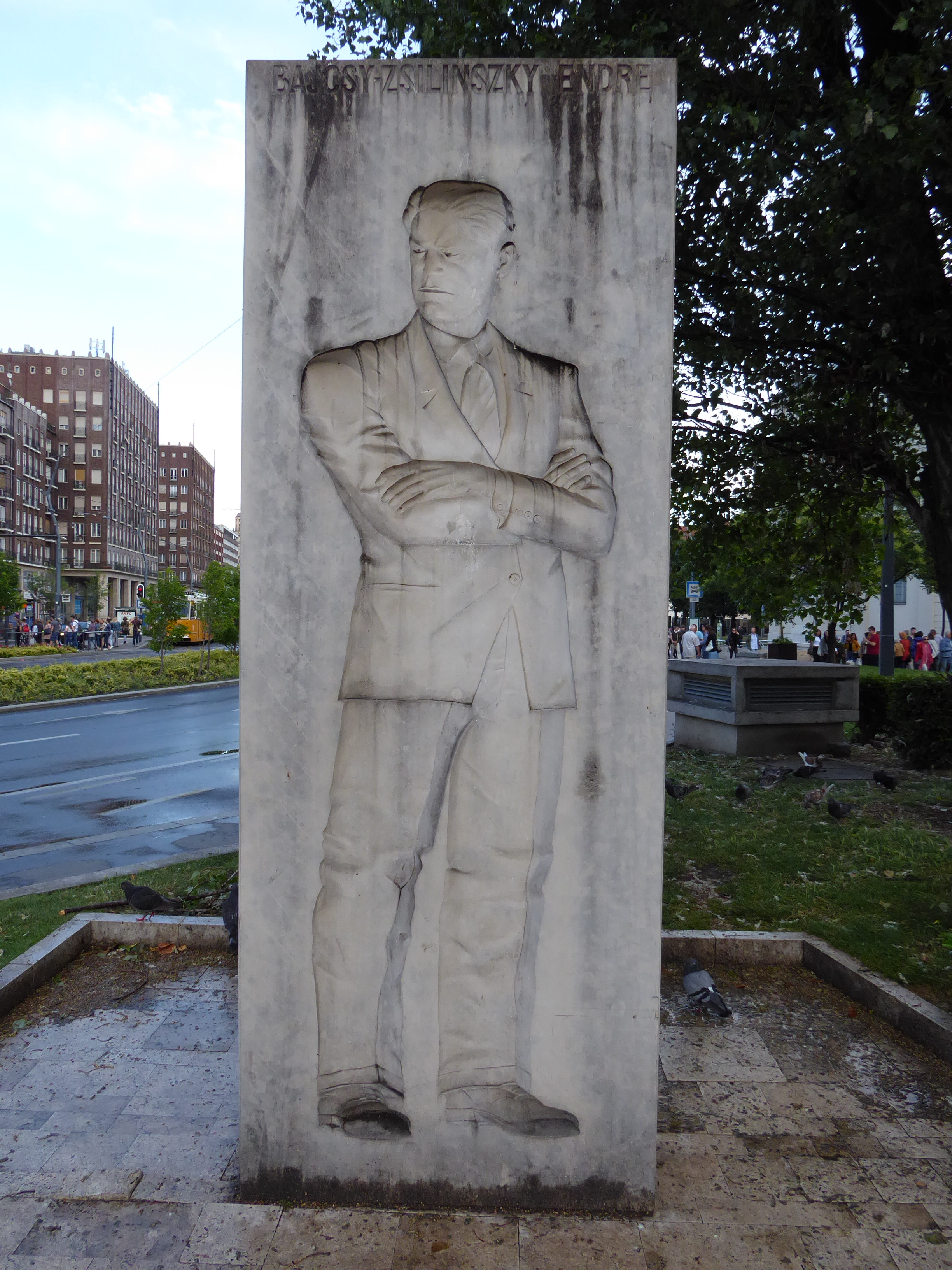
Dombormű, Budapest V., Deák tér
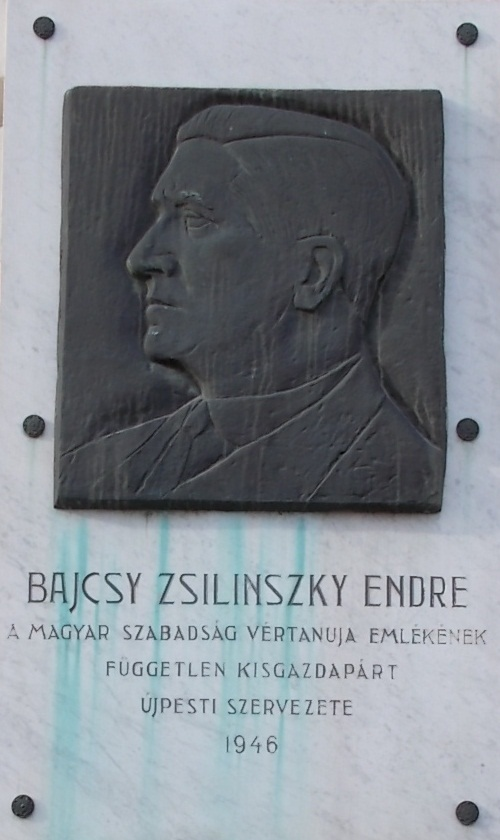
Emléktábla, Budapest IV.
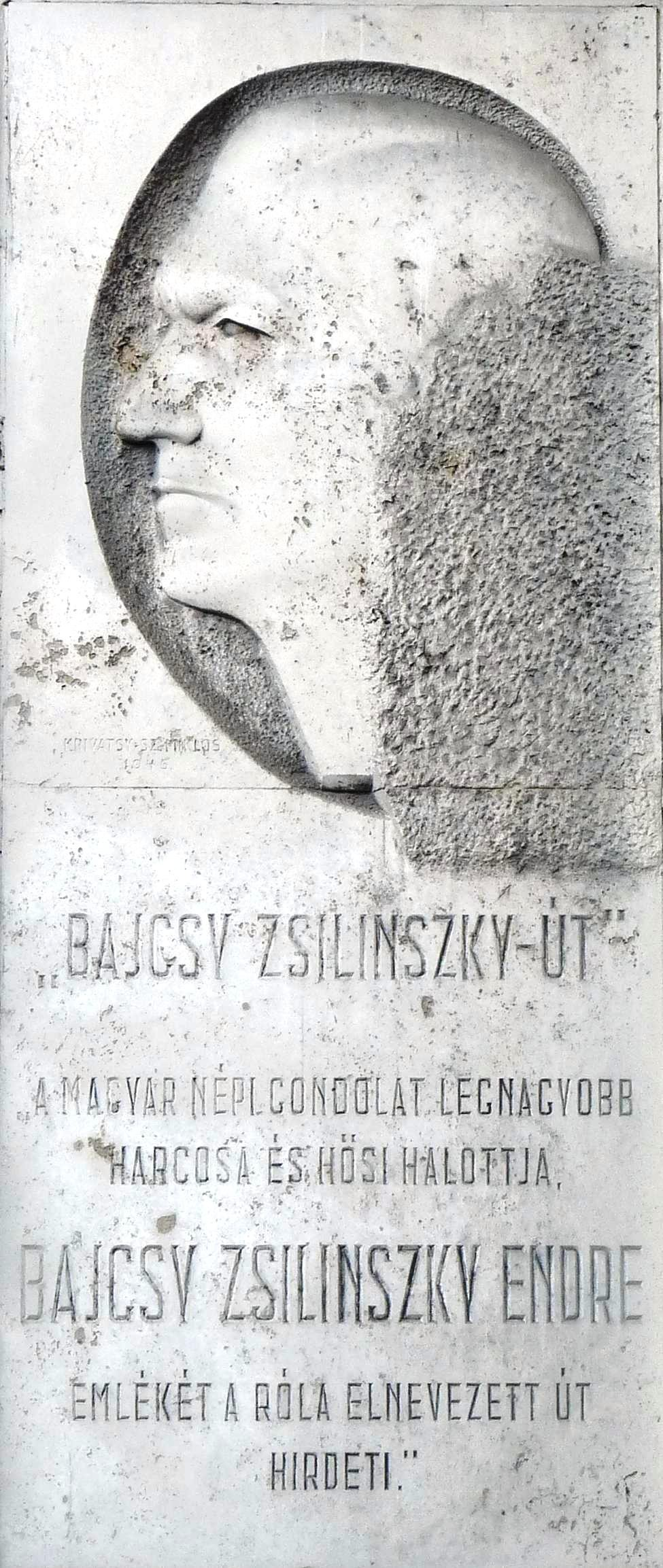
Emléktábla, Budapest IV.
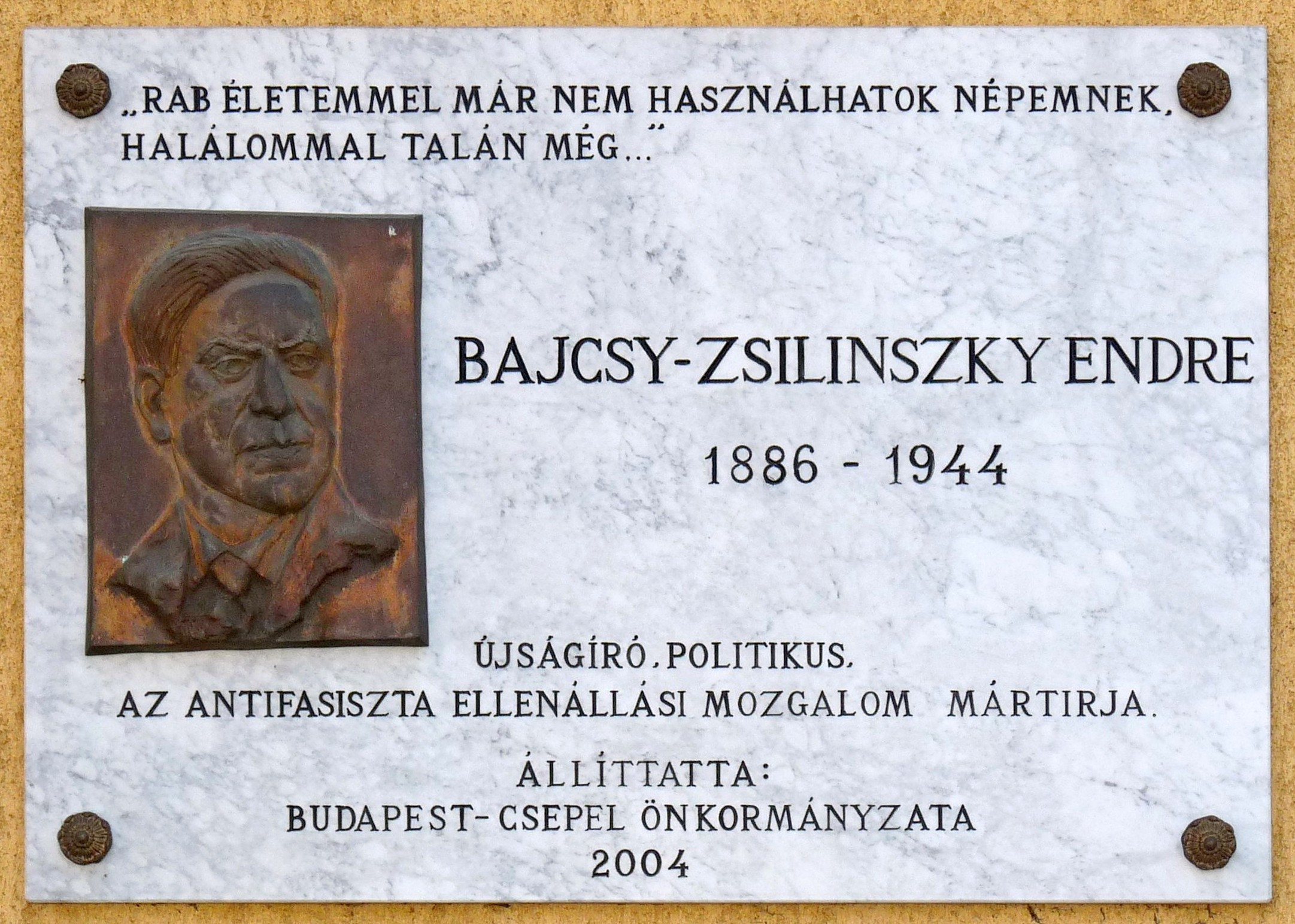
Emléktábla, Budapest XXI.
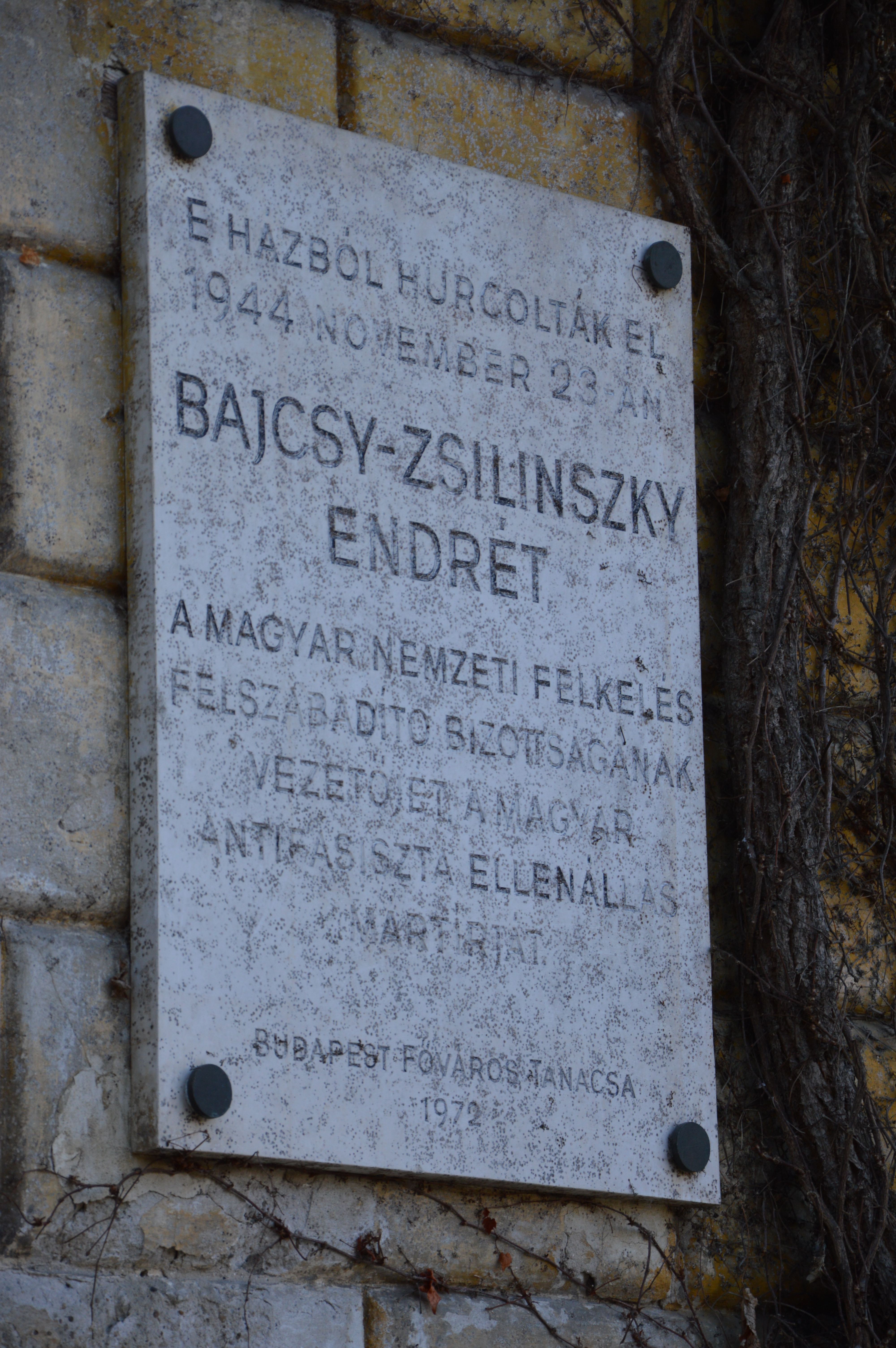
Emléktábla, Budapest VIII.
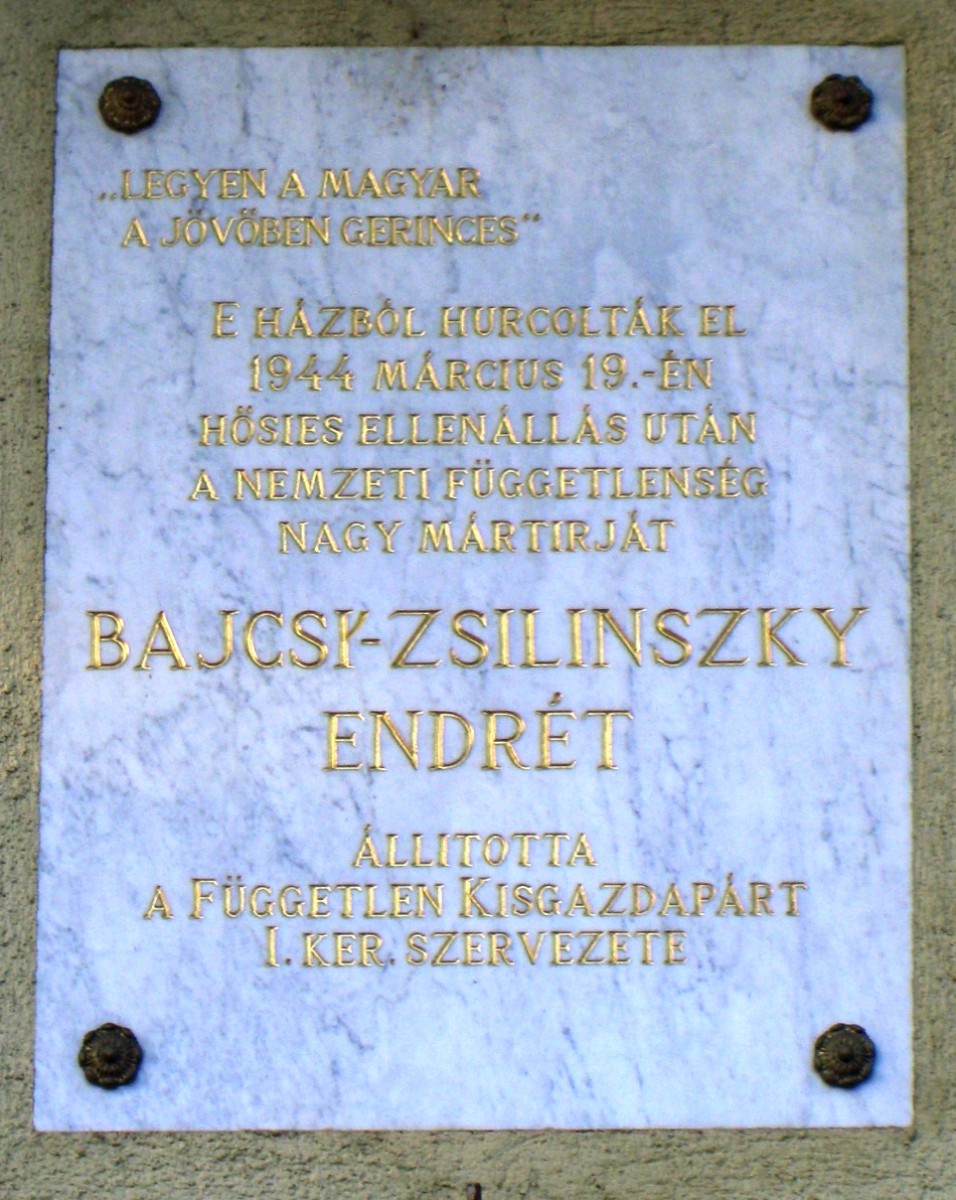
Az FKGP által készített emléktábla Bajcsy-Zsilinszky volt lakóházán. (I. kerület Attila út 37.)

## Művei
- Egyetlen út: a magyar paraszt
- Nemzeti újjászületés és sajtó
- Újévi nyílt levele a derecskei választókerület polgáraihoz
- Nemzeti radikalizmus
- Német világ Magyarországon
- Mátyás király
- Helyünk és sorsunk Európában
- Erdély, a Múlt és a Jövő